# Appuntamento a San Valentino
Appuntamento a San Valentino (Your Love Never Fails) è un film del 2011 diretto da Michael Feifer.

## Trama
Laura lavora in una banca di New York ed è separata da sei anni dal marito Dylan. Un giorno riceve una lettera in cui Dylan si è rivolto alla giustizia per chiedere l'affidamento della figlia Kelsey. Madre e figlia volano in Texas, terra di origine di Laura e, una volta giunti lì, la madre si presenta dal giudice e incontra l'ex marito: il giudice suggerisce loro di consultarsi e di parlarsi e rimanda la seduta il giorno di San Valentino.
Laura però è preoccupata per il suo lavoro, in quanto è in gioco la sua promozione, tuttavia trascorre la maggior parte del tempo con la figlia e l'ex marito e ritrova molti vecchi amici. Durante questo periodo riallaccia un rapporto con Dylan, tant'è che se ne innamora di nuovo. Il giorno della sentenza, entrambi dichiarano di essere nuovamente uniti e Dylan decide di andare a vivere a New York con il resto della famiglia, senza vendere il ranch in cui viveva.